# William Bird Herapath
William Bird Herapath (* 28. Februar 1820 in Bristol; † 12. Oktober 1868 ebenda) war ein britischer Mediziner, Physiker und Chemiker.

## Leben und Wirken
Er war der Sohn des Chemikers und Toxikologen William Herapath (1796–1868), der Professor in Bristol war, dort im Stadtrat aktiv war und als forensischer Toxikologe vor Gericht auftrat. Herapath studierte an der Universität London mit dem Bachelor-Abschluss in Medizin (M.B.) 1844. Gleichzeitig erwarb er 1843 ein Lizenziat als Apotheker. Er wurde Mitglied des Royal College of Surgeons of England und war dann Chirurg am Queen Elizabeth Hospital und St. Peter´s Hospital in Bristol, an dem er 1851 promovierte (M.D.).
Er veröffentlichte sowohl über Medizin als auch in Chemie und Physik. 1852 fand er bei Zugabe von Iod zum Urin von Hunden, die vorher Chinin konsumierten, grüne Kristalle mit ungewöhnlichen optischen Eigenschaften – sie eigneten sich als Polarisator bzw. Polarisationsfilter. Er nannte sie Herapathit (Chininiodsulfat) – und da sie z. B. im Nicolschen Prisma Turmalin als Polarisator ersetzen konnten, nannte er es auch künstlichen Turmalin – und ließ sie patentieren. Er analysierte auch das Chlorophyll unterschiedlicher Pflanzenarten auf seine optischen Eigenschaften, untersuchte Strychninverbindungen und konstruierte ein Lötrohr für organische Analyse. In der Forensik entwickelte er spektroskopische Verfahren (teilweise unter dem Mikroskop) zur Blutfleckenanalyse.
1854 wurde er Fellow der Royal Society of Edinburgh und 1859 der Royal Society in London.
Er war der Cousin von John Herapath.

## Publikationen
- Address on chemistry : in its relations to medicine and its collateral sciences
- On the manufacture of large available crystals of sulphate of iodo-quinine (herapathite)
- On the chemical constitution and atomic weight of the new polarizing crystals produced from quinine
- Researches on the cinchona alkaloids
- On the genus Synapta, with some new British species
- Micro-spectroscopy : results of spectrum analysis